# Viktor Kravtchenko (athlétisme)
Pour les articles homonymes, voir Viktor Kravtchenko et Kravtchenko.
Viktor Petrovich Kravtchenko (en russe : Виктор Петрович Кравченко ; né le 15 mai 1941) est un athlète soviétique spécialiste du triple saut.

## Carrière
Concourant sous les couleurs de l'URSS lors des Jeux olympiques d'été de 1964, à Tokyo, il se classe troisième du concours du triple saut, derrière le Polonais Józef Szmidt, et l'autre Soviétique Oleg Fedoseyev, en établissant la meilleure marque de sa carrière avec 16,57 m.

### Palmarès
| Date | Compétition     | Lieu  | Résultat | Marque  |
| ---- | --------------- | ----- | -------- | ------- |
| 1964 | Jeux olympiques | Tokyo | 3e       | 16,57 m |

### Records
| Épreuve     | Performance | Lieu  | Date            |
| ----------- | ----------- | ----- | --------------- |
| Triple saut | 16,57 m     | Tokyo | 16 octobre 1964 |